# Diphu
Diphu – miasto w północno-wschodnich Indiach, w stanie Asam.

## Geografia
Diphu jest położona na średniej wysokości 186 metrów. Odległość miasta od Guwahati, stolicy stanu Asam, to około 213 kilometrów szlakiem kolejowym i prawie 270 kilometrów samochodem.

## Demografia
Według spisu z 2001 roku Diphu zamieszkuje 52 062 mieszkańców. Mężczyźni stanowią 53% całej populacji, a kobiety 47%. Goalpara posiada przeciętny wskaźnik alfabetyzacji na poziomie 75% (czyli umiejętności czytania i pisania), co jest wyższą wartością od indyjskiej przeciętnej wynoszącej 59.5%: z czego wśród mężczyzn wskaźnik ten wynosi 80%, a dla kobiet 69%. W mieście 13% populacji stanowiły dzieci poniżej 6. roku życia.